# Успение Богородично (Делчево)
Вижте пояснителната страница за други значения на Успение Богородично.
„Успение Богородично“ е възрожденска църква в неврокопското село Делчево (Юч дурук), България, част от Неврокопската епархия на Българската православна църква. Обявена е за паметник на културата.

## Архитектура
Църквата е строена през 1838 г. Тя е трикорабна каменна сграда с трем от юг и купол на централния кораб, който вероятно е добавен при преустройството на храма. В 1903 година е пристроена училищна сграда. Иконостасът е рисуван с 10 сцени от Шестоднева, изобразени върху подиконните пана през XIX век. Царските двери са от края на XVI – XVII век, а иконите – 66 на брой от XIX век.
Вътрешното пространство се разделя на три кораба от две колонади по четири колони. Емпорията е с дървен парапет и ажурна решетка. С неоспорима художествена стойност в интериора на църквата е рисуваният иконостас с резба по венчилката. Наред с утвърдените старобиблейски сюжети, присъстват и не толкова популярни, какъвто е епизодът с рождението на Авел.